# مريم زاك
مريم زاك (بالإنجليزية: Miriam Zach)‏ هي عالمة موسيقى أمريكية، ولدت في 1954 في آيوا في الولايات المتحدة.